# Scaphytopius frontalis
Scaphytopius frontalis är en insektsart som beskrevs av Van Duzee 1890. Scaphytopius frontalis ingår i släktet Scaphytopius och familjen dvärgstritar. Inga underarter finns listade i Catalogue of Life.